# Маријана Петронић
Маријана Петронић (Требиње, 16. април 1965) српска је књижевница и библиотекарка. Библиотекарка је у Одјељењу стране књиге и периодике у Матичној библиотеци у Источном Сарајеву. Била је секретарка Српског просвјетног и културног друштва „Просвјета” за Источно Сарајево и Источну Илиџу у 2009/2010. години. Објавила је неколико књига, те већи број стручних радова из библиотекарства. Поезију је објављивала у часописима и зборницима. Завршила је два факултета.

## Биографија
Маријана Петронић је рођена 16. априла 1965. године у Требињу. Завршила је студије Свјетске књижевности и библиотекарства на Филозофском факултету у Сарајеву и дипломирала 1991. године на тему Мотив свјетлости у Дантеовој Божанственој комедији. Факултет физичког васпитања и спорта завршила је 2020. године и дипломирала на теми Спортска сабља.
Добитник је награде за најбољу прву необајњену збирку поезије на традиционалној манифестацији Слово Горчина у Стоцу, септембра 1990. године. Објавила је збирку поезије за дјецу Урнебесне и бајколике пјесмице, 2008. године. Исте године, на анонимном Конкурсу за најљепшу боемску песму Културног центра Чукарица њена балада Делија девојка је ушла у ужи избор и штампана у зборнику Шта није било злато. Пјесме за дјецу су јој штампане и у зборнику Пјесници у ђачком колу, 2009. године. Своју поезију објављује у часопису за књижевност и културу Нова Зора, а стручне радове из библиотекарства у Панчевачком читалишту и Библиотекарству Српске. Аутор је Библиографије књига Српске новинске агенције: СРНА 1994-1998 и чест предавач на стручним библиотекарским скуповима. Кроз своје текстове ради на откривању мало познатих детаља из периода Ренесансе: Ренесансни Данте у штампи (1471-1629); превод са енглеског језика, Библиографија:Дантеова „Божанствена комедија” (1897-2009), Од Субјака до Мануцијеве академије 2009, У потрази за византијском ренесансом, часопис из библиотекарства Библиотекарство Српске, 2010. године.
Маријана Петронић ради у Матичној библиотеци у Источно Сарајево, у Одјељењу стране књиге и периодике. Била је секретар Српског просвјетног и културног друштва „Просвјета” за Источно Сарајево и Источну Илиџу у 2009/2010. години.

### Књиге
- Урнебесне и бајколике пјесмице (Матична библиотека Источно Сарајево, 2008)
- Битка за Фиренцу (матична библиотека Источно Сарајево, 2010)
- Приче о дјеци с крилима" (Матична библотека Источно Сарајево, 2017)

### Објављена поезија у часописима и зборницима
- Сеобе (поезија) У: Лист Огњишта бр.10, НИП Огњишта, Пале, 1994.
- Урнебесни Никола и друге пјесме за дјецу, У: Нова Зора, СПКД Просвјета, бр.8, Билећа, 2006.
- Делија девојка (балада), У: „Шта није било злато”, Културни центар Чукарица, Београд, 2009.
- Избор поезије за дјецу, У: Зборник поезије „Пјесници у ђачком колу”, Књижевни фонд „Свети Сава”, Источно Сарајево (Пале), 2009.
- За глувим стопама, У: Чучкови књижевни сусрети (зборник), Народна библиотека „Бранко Чучак”, 2011.
- Шаљиве пјесме (пјесме за дјецу), У: Нова Зора, бр.24, СКПД Просвјета, Билећа, 2009/10.

### Стручни радови
- Библиотекар 21. вијека пред изазовом, У: Зборник радова Библиотеке садашњости и будућности, Друштво библиотекара РС, Вишеград, 2009
- У потрази за византијском ренасансом, У: Библиотекарство Српске: часопис из области библиотекарства и библиотечко-информационе дјелатности, бр.2, Вишеград, 2010.
- Радост учења, У: Библиотеке мјеста знања и забаве, Друштво библиотекара РС, Вишеград, 2010.
- Предности кориштења дигиталних библиотека и електронских каталога, У: Библиотеке будућности- перспективе и развој (зборник радова); Друштво библиотекара РС, 2011.
- Библиографија књига: СРНА 1994-1998, У: Глас истока: часопис за књижевност и умјетност, науку и друштвени живот, бр.4-5, Источно Сарајево (Пале), 2012/2013.
- Симо Кларић: Живот и дјело, У: "Нова Зора", бр. 57, Билећа 2018.